# Ponte Emílio Baumgart
Die Ponte Emílio Baumgart, ursprünglich Ponte Herval genannt, international meist nur als Brücke über den Rio do Peixe (Ponte sobre o Rio do Peixe) bezeichnet, war eine Straßenbrücke über den Rio do Peixe zwischen den Orten Herval d’Oeste und Joaçaba im Bundesstaat Santa Catarina in Brasilien.
Die nach ihrem Planer Emílio Henrique Baumgart (* 25. Mai 1889 in Blumenau, † 9. Oktober 1943 in Rio de Janeiro) benannte und 1930 errichtete Brücke war die erste im Freivorbau errichtete Stahlbeton-Brücke der Welt.
Sie stand wenige Meter unterhalb der heutigen Fußgängerbrücke. Im Juni 1983 wurde sie durch ein extremes Hochwasser bis auf die Fundamente weggespült.

## Beschreibung
Die 121,9 m lange Brücke hatte drei Felder à 26,8 + 68,3 + 26,8 m. Sie hatte eine 7,5 m breite Fahrbahn mit beidseitigen 1 m breiten Gehwegen.
Die Stahlbetonbalken an den Außenseiten hatten einen veränderlichen Querschnitt von 1 × 4 m an den Pfeilern, der in einer gebogenen Linie auf 0,30 × 1,7 m abnahm. Unter dem Fahrzeugträger waren kleinere Längsträger im Abstand von 4,15 m. Alle 3,09 m waren Querbalken unter der ganzen Brücke angeordnet.
Die äußeren Felder wurden auf normalen Lehrgerüsten betoniert. Ebenso wurden die ersten 9,3 m des Mittelfeldes auf beiden Seiten auf fächerartig auskragenden Lehrgerüsten hergestellt. Die restliche Spanne wurde von beiden seiten aus in 1,55 m langen Betonierabschnitten geschlossen.